# Urntje
Het urntje of perigynium is een ongeveer flesvormig laagteblad of catafyl, een soort schutblaadje dat gewoonlijk alleen een vrouwelijke bloem bevat. Urntjes komen voor bij de soorten van het geslacht zegge (Carex). 
Een urntje staat in de oksel van een kafje. De vrouwelijke bloem (stamperbloem) bestaat uit alleen een stamper en vormt na de bevruchting een vruchtje. Bij rijpheid wordt de vrucht door het urntje grotendeels omsloten.

## Variatie in bouw
Aan de top van het urntje (perigynium) is een opening, waardoorheen de stijl en de stempels van een stamperbloem naar buiten steken. Een stamperbloem bestaat uit een plat of driekantig vruchtbeginsel en een stijl met twee of drie stempels. 
Binnen het urntje staat de stamperbloem op een vaak vrijwel volledig gereduceerde rachilla (een "asje"). Bij een aantal zeggesoorten is de rachilla echter niet gereduceerd. De rachilla steekt dan gewoonlijk uit het urntje naar buiten. Soms heeft de rachilla aan het uiteinde een haak die in de vacht van een dier kan blijven haken, waardoor het urntje makkelijk verspreid kan worden. 
Bij enkele Carex-soorten kan de rachilla aan zijn top nog een kleine bloeiwijze dragen. Deze bloeiwijzen bestaan uit een (mannelijke) meeldraadbloemen in de oksel van kafjes, of zelfs nog uit enkele urntjes met stamperbloemen naast een of meer meeldraadbloemen.

Variatie in bloeiwijzen
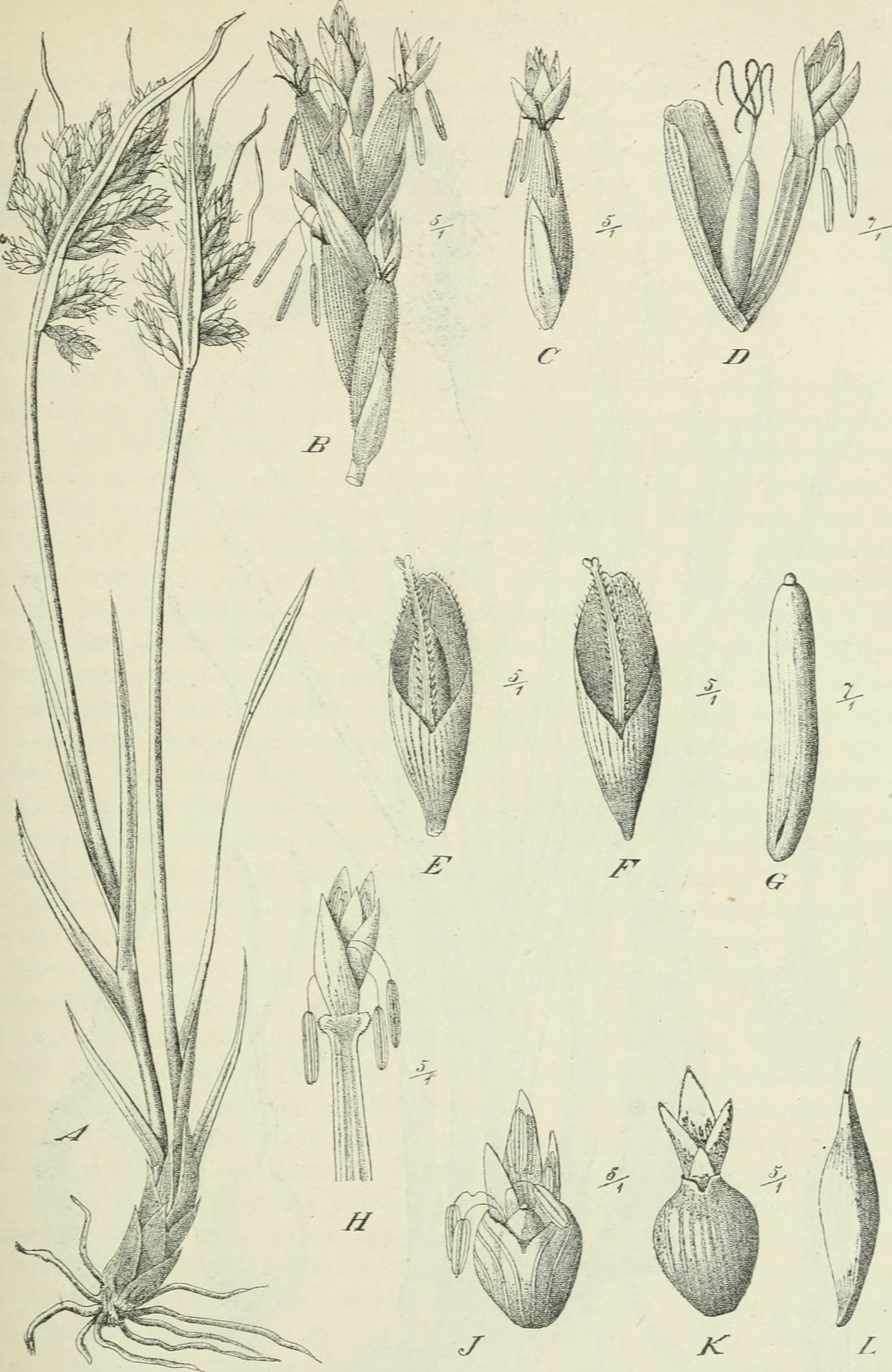
C. capensis Thunb. (Schoenoxiphium ecklonii Nees.) met half open urntjes met 'bloeiwijzen' erin
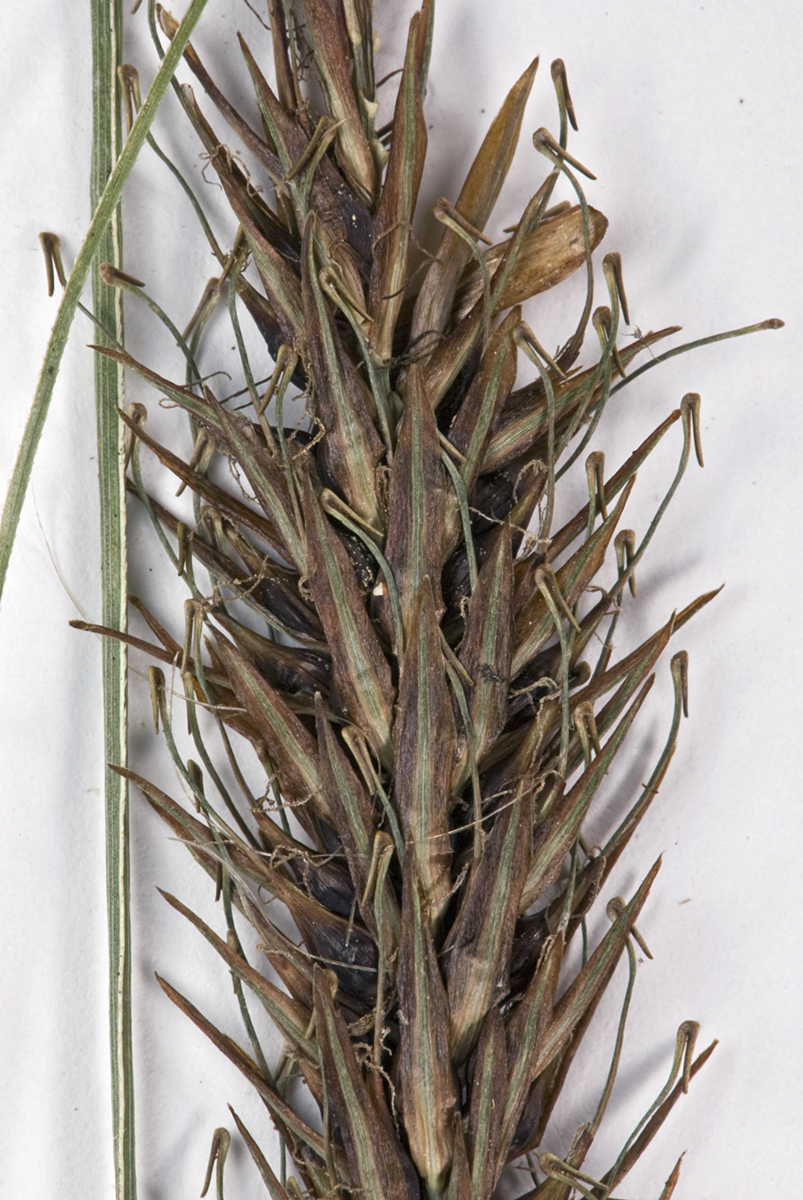
C. megalepis K.A.Ford (syn.: Uncinia ferruginea) met rachilla met haakje
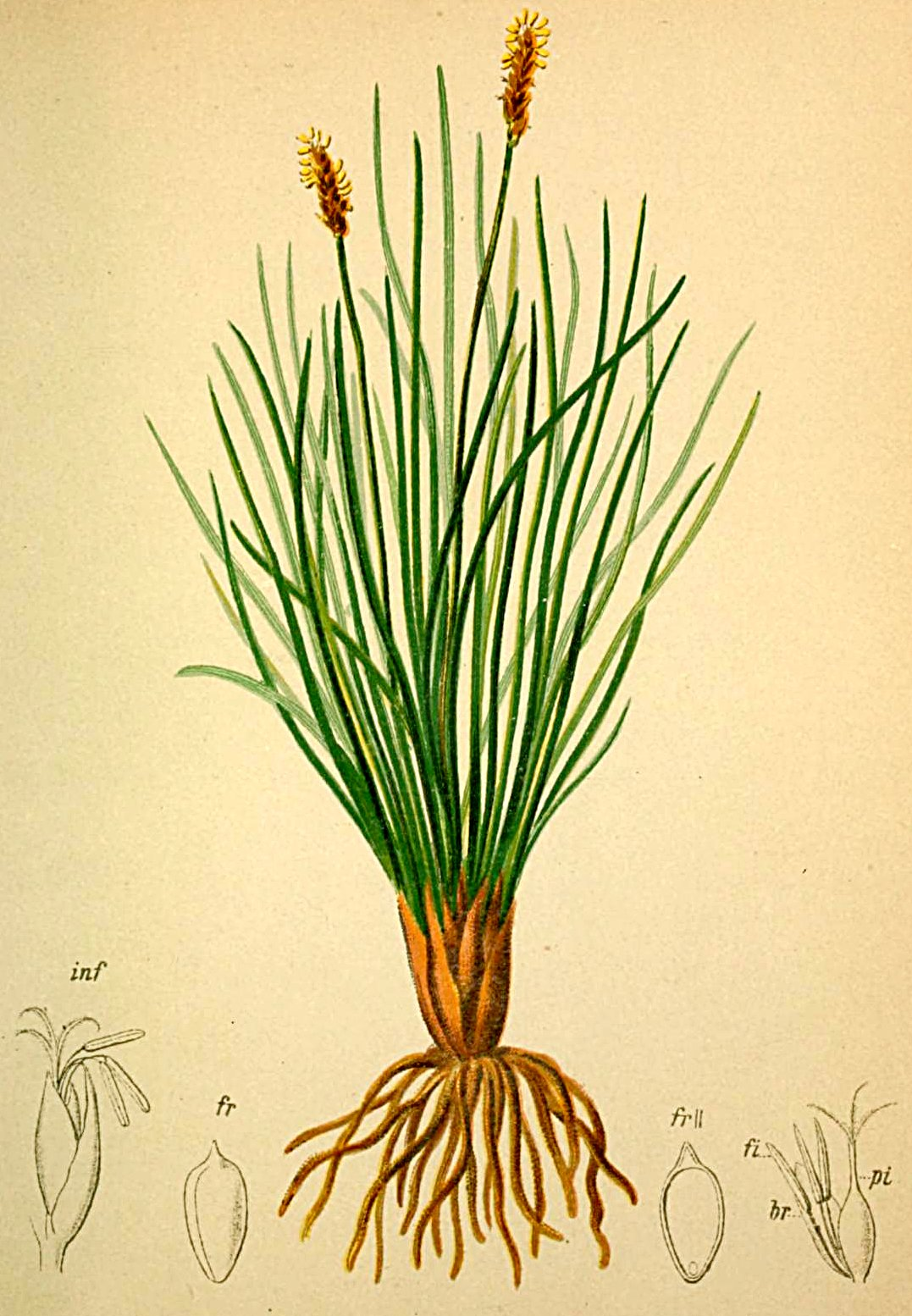
C. myosuroides (syn.: Elyna spicata, Kobresia myosuroides).
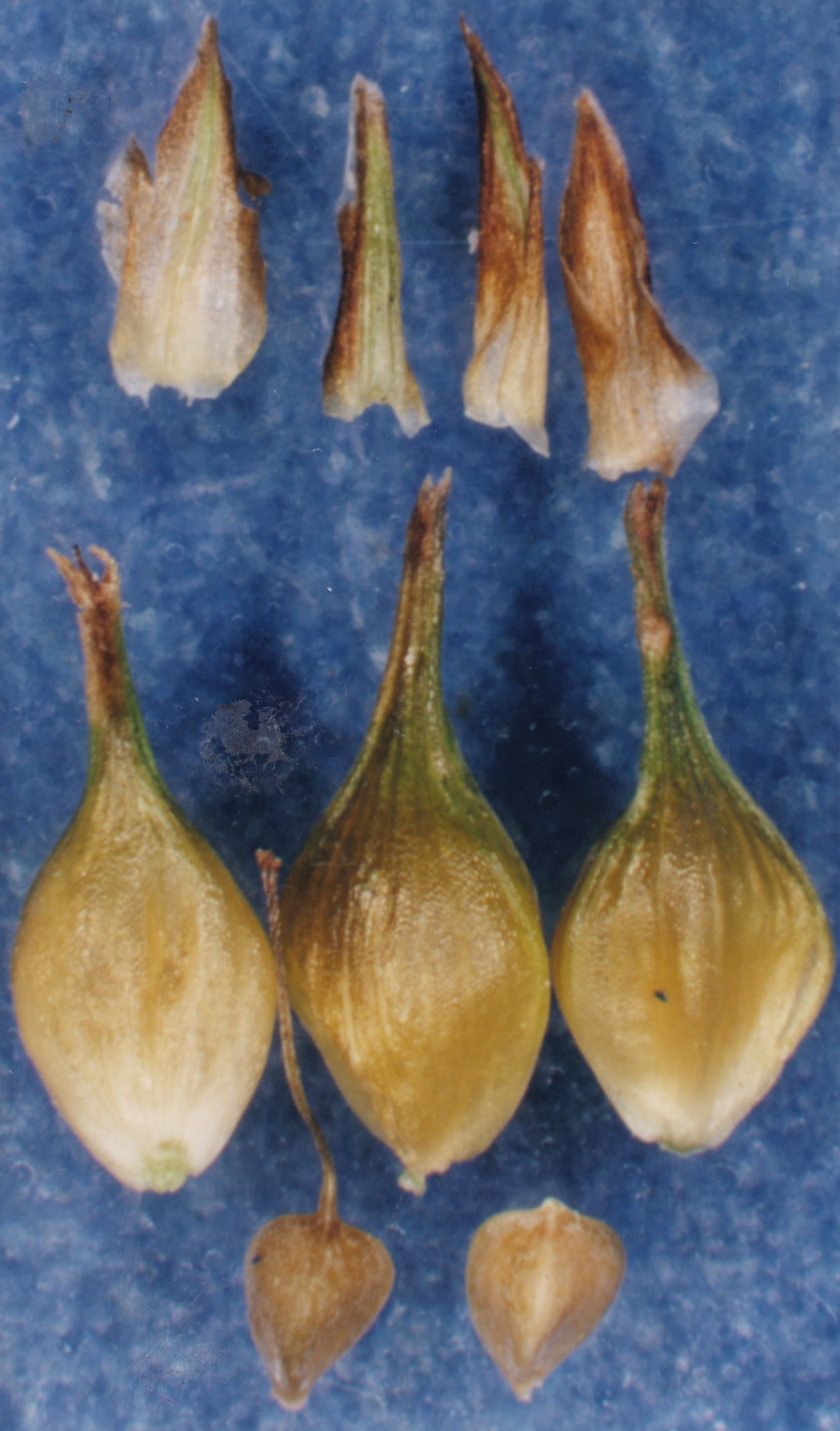
Sterk gereduceerde urntjes (middenrij) bij gele zegge (C. flava)

### Schema's van de bouw
| - kafje - rachilla - half open perigynium - stamperbloem - kafje - rachilla - perigynium - stamperbloem - kafje - rachilla - perigynium - stamperbloem - (∞) kafje - meeldraadbloem - (∞) kafje - meeldraadbloem |

| - kafje - rachilla - kafje - kafje - perigynium - stamperbloem - (∞) kafje - meeldraadbloem |

| - kafje - rachilla, uittredend met haak - perigynium - stamperbloem |

| - kafje - rachilla - perigynium (urntje) - stamperbloem |

Het perigynium of urntje is homoloog met een cladoprofyllum, dus vergelijkbaar met catafyl of laagteblad. Het cladoprofyllum omgeeft de basis van een zijtakje in een vertakte bloeiwijze; het urntje omgeeft de basis van een meestal sterk tot volledig gereduceerde rachilla.